# Медијана Векија (Латина)
Медијана Векија је насеље у Италији у округу Латина, региону Лацио.
Према процени из 2011. у насељу је живело 166 становника. Насеље се налази на надморској висини од 27 м.